# Risa Hontiveros
Pour les articles homonymes, voir Hontiveros.
Ana Theresia « Risa » Navarro Hontiveros-Baraquel, née le 24 février[réf. nécessaire] 1966 est une femme politique, activiste et journaliste philippine. Sous l’étiquette Akbayan, elle est élue députée à la Chambre des représentants des Philippines en 2004 et réélue en 2007 pour un second mandat de trois ans. Elle occupe actuellement le poste de sénatrice des Philippines après sa victoire aux élections de 2016, se classant au 9e rang. Elle est la sœur aînée des journalistes et animatrices Ginggay et Pia Hontiveros.

## Jeunesse
Risa Hontiveros est née le 24 février 1966 à Manille. À l’âge de 14 ans, elle fait partie de l’adaptation philippine de La mélodie du bonheur aux côtés de Lea Salonga, Monique Wilson et Raymond Lauchengco. C’est à cette époque qu’elle est initiée au travail d’activiste en tant qu’organisatrice de la campagne contre l’implantation de la centrale nucléaire de Bataan,. Risa Hontiveros obtient sa licence en Arts dans les sciences sociales à l’université Ateneo de Manila. Durant son parcours universitaire, elle était impliquée dans le conseil étudiant et participait à des plaidoyers en faveur de la paix et de la justice contre les communautés marginalisées,.
Journaliste à la télévision et présentatrice des informations, Risa Hontiveros a travaillé auprès de deux chaînes de télévision philippines : Intercontinental Broadcasting Corporation et GMA Network. Au cours de sa carrière d’activiste, elle a été affiliée à de nombreux mouvements et organisations comme la Coalition for Peace (secrétaire générale entre 1988 et 1992), la National Peace Conference (siégeant au conseil de direction depuis 1990), le Government Panel for Peace Talks with the National Democratic Front (présidente du Panel’s Reciprocal Working Committee on Socio-Economic Reforms entre août 1998 et juin 1999), une organisation politique socialiste démocratique (réélue présidente en août 2001), l’organisation féministe socialiste Pilipina, Amnesty International Pilipinas (membre du conseil d’administration) et l’Institute for Politics and Governance.

## Carrière politique

### Députée à la Chambre des représentants
Risa Hontiveros est entrée en politique comme numéro 3 de la liste d’Akbayan aux élections nationales de 2004. Elle est l’une des grandes figures de l’opposition au gouvernement de Gloria Macapagal-Arroyo, plus particulièrement durant la crise électorale philippine de 2005. Lors de la journée des droits des femmes en 2006, elle est arrêtée et amenée sans mandat au Camp Caringal à Quezon City malgré le caractère pacifique de l’assemblée à laquelle elle participait. Risa Hontiveros est devenue la numéro 1 de la liste d’Akbayan aux élections de mi-mandat en 2007. Elle a été membre de la House Minority et du 14e congrès des Philippines où elle traita de sujets comme l’appropriation, l’éthique et les privilèges, les affaires étrangères, gouvernement et responsabilité publique, la santé, l’enseignement supérieur et technique, les droits de l’Homme, les ressources naturelles, la paix, la réconciliation et l’unité, la participation des citoyens, les échanges et l’industrie et enfin les femmes et l’égalité des genres.
Parmi les lois élaborées et déposées par Risa Hontiveros, certaines ont connu un franc succès comme la loi pour une réduction du prix des médicaments en permettant l’importation parallèle et l’obligation de licence ou encore la loi de prolongation de la réforme agraire qui vise à s’adapter aux besoins des agriculteurs et leur garantir une aide financière. On lui doit aussi la loi anti-prostitution qui vient punir les structures sociales exploitant des prostituées mais également la loi sur l’égalité des genres dans toutes les structures étatiques ainsi que le projet de loi sur les droits et le bien-être des étudiants afin de promouvoir et protéger leurs droits dans les écoles privées et publiques.

### Après son mandat de députée
Candidate sur la liste du sénateur Benigno Aquino III, Risa Hontiveros prend la 13e place des élections sénatoriales de 2010 qui comportent 12 élus. Malgré sa défaite, elle reste très active politiquement en dénonçant les abus et marginalisations du précédent gouvernement. Risa Hontiveros, au même titre que les sénatrices Miriam Defensor Santiago et Pia Cayetano, est une figure de proue de la campagne nationale en faveur de l’adoption de loi pour la santé reproductive qu’elle a co-écrite durant son mandat de députée.
Se présentant élections sénatoriales de mi-mandat en 2013, elle ne se classe qu’en 17e position et perd donc à nouveau les élections. Elle avait orienté sa campagne sur son rôle dans le projet de loi en faveur de la santé reproductive et plus largement pour l’ouverture d’une couverture médicale universelle. 
En décembre 2014, elle siège au conseil d’administration de la Philippine Health Insurance Corporation,.

### Sénatrice des Philippines
Risa Hontiveros se présenta une nouvelle fois aux élections sénatoriales en 2016, toujours sur la liste de Benignon Aquino III. En se classant en 9e place, elle est officiellement proclamée sénatrice par la commission des élections des Philippines le 19 mai 2016,. Son programme est centré sur l’égalité et la justice pour tous et aborde principalement des sujets comme la santé, les droits des femmes, les droits des personnes LGBT, les droits des enfants, l’environnement, les droits des pêcheurs et agriculteurs, les réformes gouvernementales, l’activisme positif et les droits des étudiants.
Risa Hontiveros fait partie de la coalition des membres du Congrès et de sénateurs qui ont déposé le projet de loi anti-discrimination qui a été rejeté pendant plus de 16 ans par le Congrès. En 2017, elle promet un projet de loi pour une prolongation de la durée du congé maternité et une loi anti dépôt hospitalier qui prévoit qu’en cas d’urgences, les hôpitaux soient dans l’obligation de traiter le patient sans lui demander un paiement à l’avance ou même de remplir des papiers au préalable.
Elle est l’autrice du projet de loi no 1345 concernant la santé mentale aux Philippines qui vise à intégrer les services et programmes de santé mentale au système de santé national en garantissant sa disponibilité dans tous les établissements de santé du pays. Déposé le 17 février 2017, le projet est accepté par le Sénat le 2 mai de la même année,.
Le 22 juillet 2017, lors d’une session extraordinaire du Congrès pour l’extension de la loi martiale à Mindanao, Risa Hontiveros est l’une des quatre sénateurs à voter contre stipulant qu’il y a d’autres biais que la violence qui peuvent être utilisés par le gouvernement pour combattre les terroristes Maute.
Elle milite pour la légalisation du divorce, les Philippines étant le dernier pays du monde avec le Vatican à l'interdire.

## Vie personnelle
Francisco Baraquel Jr., l’époux de Risa Hontiveros meurt en mai 2005 d’une crise cardiaque à la suite d'une violente crise d’asthme. Le couple a quatre enfants,.
Son neveu, Luis Hontiveros était membre régulier de Pinoy Big Brother : Lucky 7, version philippine de la célèbre émission de télé-réalité : Big Brother.
Pour son travail dans le journalisme avant sa carrière politique, Risa Hontiveros reçut le prix Golden Dove de la meilleure journaliste de la part de la Kapisanan ng Mga Broadkaster ng Pilipinas’. Elle est également récipiendaire du prix Ten Outstanding Young Men en 2001 pour ses pourparlers de paix avec le front national démocratique. Elle fut également l’une des nominés pour le Prix Nobel de la Paix en 2005.